# يوكي تسوتشيهاشي
يوكي تسوتشيهاشي (土橋 優貴) (16 يناير 1980 في توكوشيما في اليابان – )؛ هي لاعبة كرة قدم كانت تلعب كمدافع. ولعبت مع منتخب اليابان لكرة القدم للسيدات.

## وصلات خارجية
- يوكي تسوتشيهاشي على موقع قاعدة بيانات كرة القدم.إي يو (الإنجليزية)